# Secours d'urgence

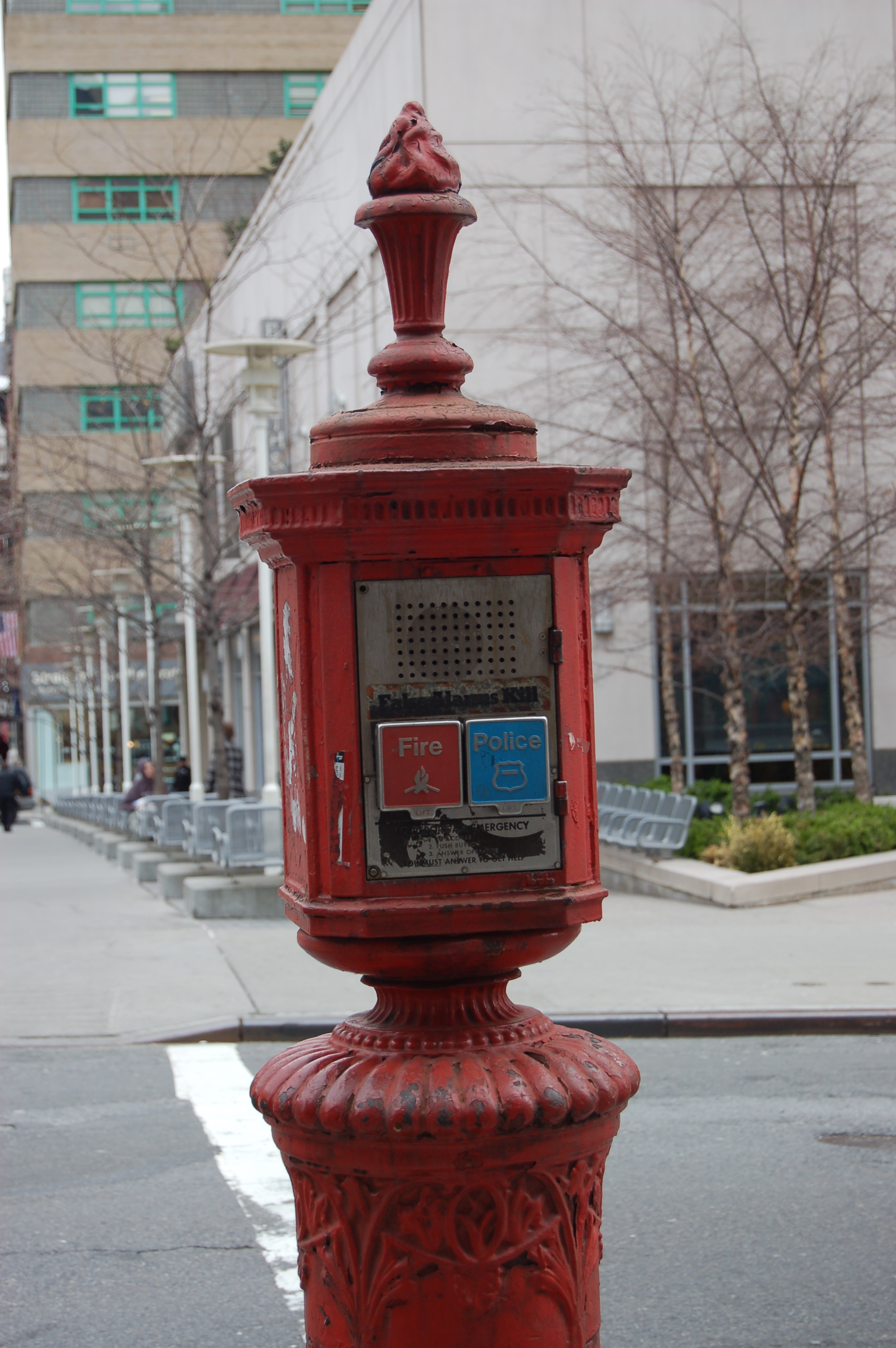
Téléphone d'urgence à New York.

Un secours d'urgence, ou service de secours, est un service d'assistance immédiate portée aux personnes en détresse par des professionnels  rattachés à un organisme public ou privé.

## Caractéristiques

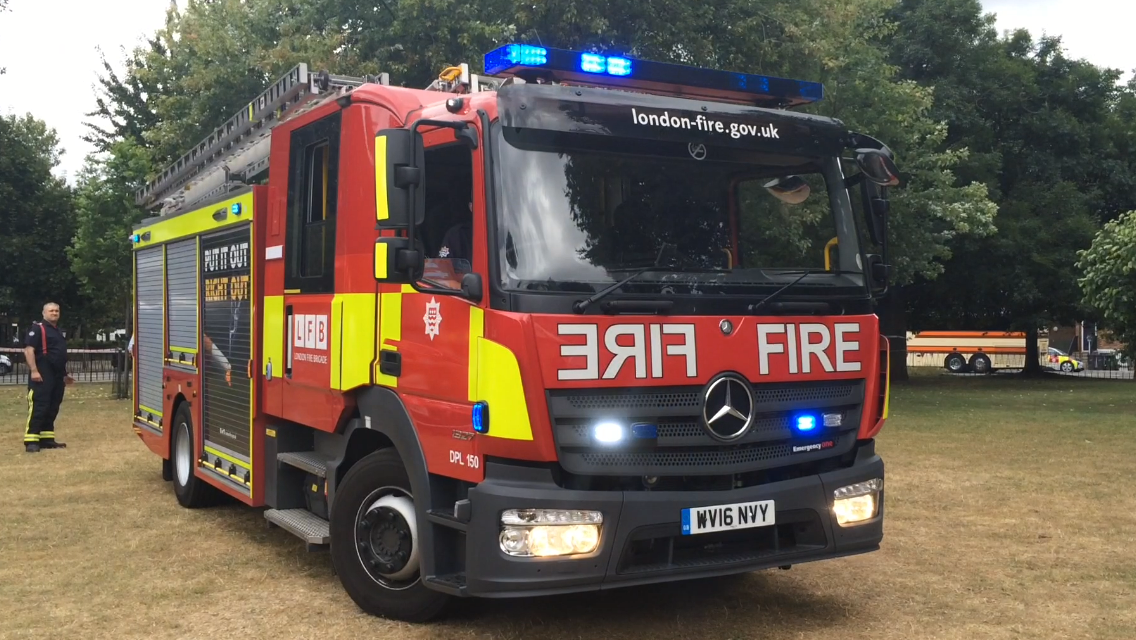
Véhicule d'urgence à Londres.

Les trois principaux secours d'urgence que la population générale peut alerter sont :
- La police, qui veille à l'application des lois, aux enquêtes criminelles et au maintien de l'ordre public. Il existe différents organismes chargés d'appliquer les lois selon les pays.
- Les pompiers, qui s'occupent des incendies, certaines matières dangereuses et de certaines assistances techniques (désincarcération, sauvetage par câble...). Ces services sont apportés à tous ceux qui en ont besoin lors d'une situation d'urgence. Les pompiers peuvent également prodiguer certains soins d'urgence.
- Les services d'urgences médicales apportent une assistance immédiate à des appels sur des problèmes médicaux graves et urgents, tant généralistes que spécialisés, y compris avec un équipement et des véhicules adéquats. Il existe différents organismes en mesure de faire face à une urgence médicale.

Les secours d'urgences sont joignables par un ou plusieurs numéros d'urgence réservés aux personnes en situation critique. Dans certains pays, un numéro unique reçoit tous les appels à l'aide : 911 au Canada et aux États-Unis, 999 au Royaume-Uni, 112 sur le continent de l'Union européenne.
Il existe également des services de secours spécialisés, comme ceux des garde-côtes, le SAMU social, des vétérinaires...

## Appels sans cartes SIM
En France, depuis 2004, il est impossible d'effectuer des appels d'urgences sans avoir de carte SIM dans son téléphone : « Le blocage des appels émis à partir des portables sans carte SIM recommandé par le rapport a été mis en place par le Gouvernement début 2004. Il a permis de rÈduire de 40 % les appels polluants et donc, d'autant les appels induits pris en charge par les SDIS. »

## Temps de réponse
Aux États-Unis, les protocoles d'évaluation d'un service d'assistance mesurent le temps nécessaire à la venue des secours sur les lieux d'un accident. En raison des dangers graves qui motivent les appels aux services de secours, une réaction rapide est souvent un facteur crucial dans le système de secours d'urgence.

## Fausses alertes
En France, les appels fantaisistes à un service de secours constituent un délit passible de deux ans de prison et 30 000 € d'amende.